# Ábel dán király
Ábel Valdemarsson (1218 – 1252.
július 29.) dán király 1250-től haláláig.
II. Valdemár fiaként
született, 1232-től Schleswig hercege, és
IV. Erik meggyilkolása után
lett király. Bár esküt tett, hogy nem volt része
Erik halálában, sokan azt hitték, hogy ő állt a
gyilkosság hátterében. Nem uralkodhatott
sokáig, 1252-ben Eiderstedt közelében
megölték.

## Gyermekei
Ábel 1237. április 25-én házasodott össze Holsteini Mechtilddel (1220 – 1288). Négy gyermekük született:
- Valdemár Abelsøn[1] (1238 – 1257. augusztus 9.)
- Zsófia Abelsdotter[1] (1240 – 1284 után)
- Erik Abelsøn[1] (1241 – 1272. május 27.)
- Ábel Abelsøn[1] (1252 – 1279. április 2.)